# Arga Jaya
Arga Jaya is een bestuurslaag in het regentschap Muko-Muko van de provincie Bengkulu, Indonesië. Arga Jaya telt 1700 inwoners (volkstelling 2010).